# Louise Chevillotte
Pour les articles homonymes, voir Chevillotte.
Louise Chevillotte, née le 2 mars 1995 à Paris, est une actrice française.

## Biographie

### Famille et formation
Louise Chevillotte est la fille de la comédienne Cécile Magnet.
De 2009 à 2013, elle suit une formation théâtrale à la Compagnie Falaises et Plateaux. Elle passe ensuite un an au Conservatoire du Centre Mozart en section Art dramatique avec Alain Gintzburger. De 2014 à 2017, elle est au Conservatoire national supérieur d'art dramatique (CNSAD) où elle participe notamment aux Ateliers cinéma avec Olivier Ducastel, Marilyne Canto et Pierre Aknine.

### Carrière
Elle est repérée par le réalisateur Philippe Garrel alors qu'elle est étudiante au CNSAD. En 2015, ce dernier lui offre, après des essais, l'un des rôles principaux de son film L'Amant d'un jour présenté à la Quinzaine des Réalisateurs lors du Festival de Cannes 2017. Dans sa critique du film, Slate écrit à propose de l'actrice : 

« Force est de constater qu’à l’intérieur du miracle général qu’est le film, il se produit un miracle particulier avec cette inconnue, Louise Chevillotte, visage-paysage, corps magnétique, ado-adulte, mystérieuse et pourtant là tout entière, sans ruse ni cachotterie. Un réalisateur qui offre cela à une jeune comédienne (qui le lui rend bien) fait du même coup un merveilleux cadeau à ses spectateurs »

. Grâce à ce rôle, elle est nommée aux Révélations 2018 de l'Académie des arts et techniques du cinéma.

## Filmographie

### Cinéma

#### Longs métrages
- 2017 : L'Amant d'un jour de Philippe Garrel : Ariane
- 2019 : Synonymes de Nadav Lapid : Caroline
- 2020 : Le Sel des larmes de Philippe Garrel : Geneviève
- 2021 : Le Monde après nous de Louda Ben Salah-Cazanas : Elisa
- 2021 : Benedetta de Paul Verhoeven : Christina
- 2021 : L'Événement d'Audrey Diwan : Olivia
- 2022 : À mon seul désir de Lucie Borleteau : Aurore/Manon
- 2023 : After d'Anthony Lapia : Félicie
- 2023 : Première Affaire de Victoria Musiedlak : Laëtitia
- 2024 : Un silence de Joachim Lafosse : Caroline
- 2024 : Le Tableau volé de Pascal Bonitzer : Aurore

#### Courts métrages
- 2017 : Original Kid de Marie Vinay
- 2019 : Salomé de Simon Gaillot
- 2020 : Marin de Simon Gaillot
- 2021 : Zar de Léo Blandino
- 2022 : Une femme à la mer de Céline Baril
- 2022 : La Chambre double d'Ysé Sorel

### Télévision
- 2022 : Les Hautes Herbes (mini-série) de Jérôme Bonnell : Lucille

## Théâtre
- 2016 : Morsure de Manon Chircen
- 2016 : Histoires de guerriers de Camille Dagen, d'après Jean-Luc Lagarce
- 2017 : Mon corps qui frissonne d'Hugues Jourdain
- 2017 : Claire, Anton et eux de François Cervantès, Festival d'Avignon
- 2017 : Juliette, le commencement de Grégoire Aubin, mise en scène Grégoire Aubin et Marceau Deschamps-Ségura, Festival d'Avignon : Cordelia
- 2017 : Roberto Zucco de Bernard-Marie Koltès, mise en scène Yann-Joël Collin, Festival d'Avignon : la mère
- 2018 : La Tragédie de Macbeth de William Shakespeare, mise en scène Frédéric Bélier-Garcia, Le Quai : Lady Macduff
- 2018 : L'Échange de Paul Claudel, mise en scène Christian Schiaretti, TNP Villeurbanne : Marthe
- 2019 : Jamais seul de Mohamed Rouabhi, mise en scène Patrick Pineau : Émilie
- 2019 : Hippolyte de Robert Garnier, mise en scène Christian Schiaretti, au Théâtre national populaire de Villeurbanne : Phèdre
- 2019 : Phèdre de Jean Racine, mise en scène Christian Schiaretti, Théâtre national populaire de Villeurbanne : Phèdre
- 2020 : Jeanne d'après Les Mystères de la charité de Charles Péguy, mise en scène Christian Schiaretti, TNP Villeurbanne : Jeannette
- 2021 : Le Cabaret des absents, texte et mise en scène de François Cervantès, Festival d'Avignon, La Friche Belle de Mai.
- 2025 : Thérèse et Isabelle, mise en scène de Marie Fortuit sur adaptation du roman de Violette Leduc, Théâtre de la Ville, Paris.

### Radio
- 2020 : L'Échange de Baptiste Guiton et Blandine Masson, d'après la mise en scène de Christian Schiaretti et le texte de Paul Claudel : Marthe
- 2021 : Jeanne de Blandine Masson et Christian Schiaretti, d'après Charles Péguy : Jeannette

## Distinctions
- 2018 : nomination aux Révélations de 2018 du César du meilleur espoir féminin pour son rôle dans Les Amants d'un jour[2]
- 2023 : nomination aux Révélations de 2023 du César du meilleur espoir féminin pour son rôle dans Le Monde après nous